# 常滑市議会
常滑市議会（とこなめしぎかい）は、愛知県常滑市に設置されている地方議会である。

## 概要
- 定数：18人
- 任期：2019年4月30日 - 2023年4月29日[1]
- 選挙区：市全体を1選挙区とする大選挙区制（単記非移譲式）
- 議長：伊奈利信（常翔会）
- 副議長：都築周典（常翔会）

## 会派
| 会派名              | 議席数 | 議員名（◎は代表者）                                                                       | 女性議員数 | 女性議員の比率(%) |
| ------------------- | ------ | ----------------------------------------------------------------------------------------- | ---------- | ----------------- |
| 常翔会              | 9      | ◎加藤久豊、大川秀徳、中村崇春、都築周典、伊奈利信、稲葉民治、相羽助宣、伊藤史郎、川原和敏 | 0          | 0                 |
| 笑進会              | 2      | ◎盛田克己、伊藤直                                                                         | 0          | 0                 |
| 新風クラブ          | 2      | ◎井上恭子、坂本直幸                                                                       | 1          | 50                |
| 新政あいち とこなめ | 1      | 成田勝之                                                                                  | 0          | 0                 |
| 公明党議員団        | 1      | 加藤代史子                                                                                | 1          | 100               |
| 日本共産党議員団    | 1      | 西本真樹                                                                                  | 0          | 0                 |
| 新香会              | 1      | 渡邉十三香                                                                                | 1          | 100               |
| 計（欠員1）         | 17     |                                                                                           | 3          | 17.65(16.67)      |

（2022年4月1日現在）

## 議員報酬と政務活動費
議員報酬
| 役職   | 報酬             | 期末手当（6月） | 期末手当（12月） |
| ------ | ---------------- | --------------- | ---------------- |
| 議長   | 月額 50万3,000円 | 不詳            | 不詳             |
| 副議長 | 月額 44万2,000円 | 不詳            | 不詳             |
| 議員   | 月額 40万4,000円 | 不詳            | 不詳             |

政務活動費
月額9,000円に会派の人数を乗じた金額が会派に交付される。

## 沿革
2004年
- 10月20日 - 松下直樹市議は常滑警察署に相談に訪れ、覚醒剤の使用経験があると語った。
- 12月13日 - 市議会は松下に対する辞職勧告決議案を賛成多数により可決した。上記の覚醒剤使用に加え、会議や各種行事のたび重なる無断欠席が理由とされた[3]。

2005年
- 1月26日 - 松下は体内に覚醒剤を摂取したとして、覚醒剤取締法違反の容疑で逮捕された[4]。
- 3月9日 - 松下は詐欺容疑で再逮捕された[4]。
- 3月11日 - 市議会に松下に対する2度目の辞職勧告決議案を全会一致により可決した[4]。
- 3月22日 - 市議会は松下の3月18日付の辞職願を許可した[5]。

2016年
- 4月15日 - 岸田嘉成市議が収賄容疑で逮捕された[6]。
- 5月2日 - 岸田が辞職[7]。
- 5月17日 - 齋田大五朗市議が詐欺容疑で逮捕された[8]。
- 6月6日 - 岸田と齋田は、常滑市が誘致した太陽光発電施設をめぐり、設置予定地の所有者から測量費名目で現金約367万円をだまし取ったとして、再逮捕された[9]。
- 8月30日 - 齋田が辞職[10]。

2019年
- 3月4日 - 冨本健市議が一身上の都合により辞職[11]。
- 4月21日 - 常滑市議会議員選挙実施（下記参照）。投票率52.12％。
- 8月1日 - 「あいちトリエンナーレ2019」が開催。日本維新の会代表の松井一郎はこの日から8月2日にかけて、企画展「表現の不自由展・その後」を激しく非難。また、実行委員会会長の大村秀章知事に対し抗議の声を上げた[12][13]。
- 8月3日 - 愛知維新の会（日本維新の会愛知県支部）の役員である山田豪市議は、同代表の杉本和巳衆議院議員らとともに実行委員会事務局を訪れ、「即刻の展示中止」を求める文書を提出した[14][15][16]。

2020年
- 8月25日 - 大村知事リコール運動の署名活動が開始される。山田と伊藤直市議は解職請求代表者37人に名を連ね、各地でリコール運動を積極的に展開[17][18]。

2021年
- 2月1日 - 愛知県選挙管理委員会は、上記リコール運動につき、提出された43万5231人分の署名の83.2％にあたる約36万2千人分が無効との調査結果を発表した。大量の不正署名が発覚[19][20]。

- 2月4日 - 山田は愛知県庁で開かれたリコール団体の記者会見に副事務局長として出席し、「大量の不正署名は大村知事が送り込んだスパイによる妨害工作だ」と訴えた[21]。
- 2月28日 - 山田は日本維新の会を離党[22]。
- 3月1日 - 山田は所属する一人会派「常滑維新の会」を「無所属の会」に改称した[23]。
- 3月2日 - 会派「常翔会」は、山田と伊藤が請求代表者としてリコール運動に関わったとして「一刻も早い不正に対する全容解明を強く願う」との決議案を提出。両市議は議場から退席し、加藤久豊議長を除く全会一致で可決した[22][24]。
- 4月15日 - 山田は市議会議長に辞職願を提出[25]。山田は辞職願提出後、中日新聞のインタビューに応じ、田中孝博事務局長の指示で署名偽造（拇印の押印）に関与していたことを認め、偽造作業には田中も加わっていたことを明らかにした[26][27]。
- 4月17日 - 辞職許可の通知が山田の自宅に到着。同日付で山田は辞職[28]。

2023年
- 4月23日 - 常滑市議会議員選挙実施。投票率46.01％。伊藤直は候補者21人中、21番目の得票数で落選[29]。

## 選挙

### 2019年常滑市議会議員選挙
2019年4月21日執行　当日有権者数：46,824人　最終投票率：52.12%　定数：18人　立候補者数：20人
| 順位 | 当落 | 候補者名   | 年齢 | 所属党派     | 新旧別 | 得票数    |
| ---- | ---- | ---------- | ---- | ------------ | ------ | --------- |
| 1    | 当   | 成田勝之   | 53   | 立憲民主党   | 現     | 2,259     |
| 2    | 当   | 大川秀徳   | 41   | 無所属       | 新     | 1,933     |
| 3    | 当   | 加藤久豊   | 53   | 自由民主党   | 現     | 1,903.540 |
| 4    | 当   | 加藤代史子 | 60   | 公明党       | 現     | 1,869.459 |
| 5    | 当   | 井上恭子   | 72   | 無所属       | 現     | 1,620     |
| 6    | 当   | 伊奈利信   | 46   | 無所属       | 現     | 1,317     |
| 7    | 当   | 盛田克己   | 76   | 無所属       | 現     | 1,200     |
| 8    | 当   | 稲葉民治   | 60   | 無所属       | 現     | 1,190     |
| 9    | 当   | 相羽助宣   | 65   | 無所属       | 現     | 1,153     |
| 10   | 当   | 中村崇春   | 45   | 無所属       | 現     | 1,146     |
| 11   | 当   | 渡辺十三香 | 51   | 無所属       | 新     | 1,102     |
| 12   | 当   | 西本真樹   | 48   | 日本共産党   | 現     | 1,024     |
| 13   | 当   | 伊藤直     | 67   | 無所属       | 新     | 0959.437  |
| 14   | 当   | 都築周典   | 68   | 無所属       | 現     | 0954      |
| 15   | 当   | 伊藤史郎   | 72   | 無所属       | 現     | 0906.246  |
| 16   | 当   | 川原和敏   | 71   | 無所属       | 現     | 0860      |
| 17   | 当   | 山田豪     | 50   | 日本維新の会 | 新     | 0820      |
| 18   | 当   | 坂本直幸   | 66   | 無所属       | 新     | 0707      |
| 19   | 落   | 森下宏     | 72   | 無所属       | 現     | 0695      |
| 20   | 落   | 伊藤宗利   | 30   | 無所属       | 新     | 0367.315  |

### 2015年常滑市議会議員選挙
2015年4月26日執行　当日有権者数：45,285人　最終投票率：52.10%　定数：18人　立候補者数：22人
| 順位 | 当落 | 候補者名   | 年齢 | 所属党派 | 新旧別 | 得票数    |
| ---- | ---- | ---------- | ---- | -------- | ------ | --------- |
| 1    | 当   | 成田勝之   | 49   | 民主党   | 現     | 1,884     |
| 2    | 当   | 加藤代史子 | 56   | 公明党   | 現     | 1,761.132 |
| 3    | 当   | 加藤久豊   | 49   | 自民党   | 現     | 1,542.867 |
| 4    | 当   | 岸田嘉成   | 62   | 無所属   | 新     | 1,376     |
| 5    | 当   | 井上恭子   | 68   | 無所属   | 現     | 1,373     |
| 6    | 当   | 西本真樹   | 44   | 共産党   | 現     | 1,235     |
| 7    | 当   | 中村崇春   | 41   | 無所属   | 新     | 1,214     |
| 8    | 当   | 稲葉民治   | 56   | 無所属   | 現     | 1,149     |
| 9    | 当   | 相羽助宣   | 61   | 無所属   | 現     | 1,122     |
| 10   | 当   | 都築周典   | 64   | 無所属   | 新     | 1,082     |
| 11   | 当   | 杉江繁樹   | 47   | 無所属   | 現     | 1,016     |
| 12   | 当   | 伊藤史郎   | 68   | 無所属   | 現     | 1,008     |
| 13   | 当   | 盛田克己   | 72   | 無所属   | 現     | 1,007     |
| 14   | 当   | 斎田大五朗 | 39   | 無所属   | 新     | 0990      |
| 15   | 当   | 伊奈利信   | 42   | 無所属   | 現     | 0981      |
| 16   | 当   | 森下宏     | 68   | 無所属   | 現     | 0877      |
| 17   | 当   | 冨本健     | 44   | 無所属   | 現     | 0867      |
| 18   | 当   | 川原和敏   | 67   | 無所属   | 現     | 0765      |
| 19   | 落   | 竹内嘉彦   | 59   | 無所属   | 現     | 0699      |
| 20   | 落   | 坂本直幸   | 62   | 無所属   | 新     | 0602      |
| 21   | 落   | 滝田尚美   | 42   | 無所属   | 元     | 0548      |
| 22   | 落   | 松林正彦   | 58   | 生活の党 | 新     | 0214      |